# Lekkoatletyka na Letnich Igrzyskach Olimpijskich 1988 – bieg na 100 m kobiet
Bieg na 100 metrów kobiet podczas XXIV Letnich Igrzysk Olimpijskich w Seulu rozegrano 24 (eliminacje i ćwierćfinały) i 25 września 1988 (półfinały i finał) na Stadionie Olimpijskim. Zwyciężczynią została reprezentantka Stanów Zjednoczonych Florence Griffith-Joyner, która na tych igrzyskach zwyciężyła również w biegu na 200 metrów i w sztafecie 4 × 100 metrów oraz zdobyła srebrny medal w sztafecie 4 × 400 metrów. Griffith-Joyner poprawiała w eliminacjach i ćwierćfinale rekord olimpijski uzyskując w ćwierćfinale czas 10,62 s. W finale zwyciężyła w czasie 10,54 s, lecz przy zbyt silnym wietrze.

## Rekordy

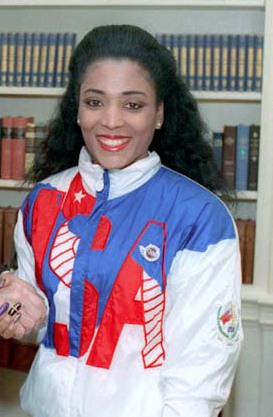
Florence Griffith-Joyner

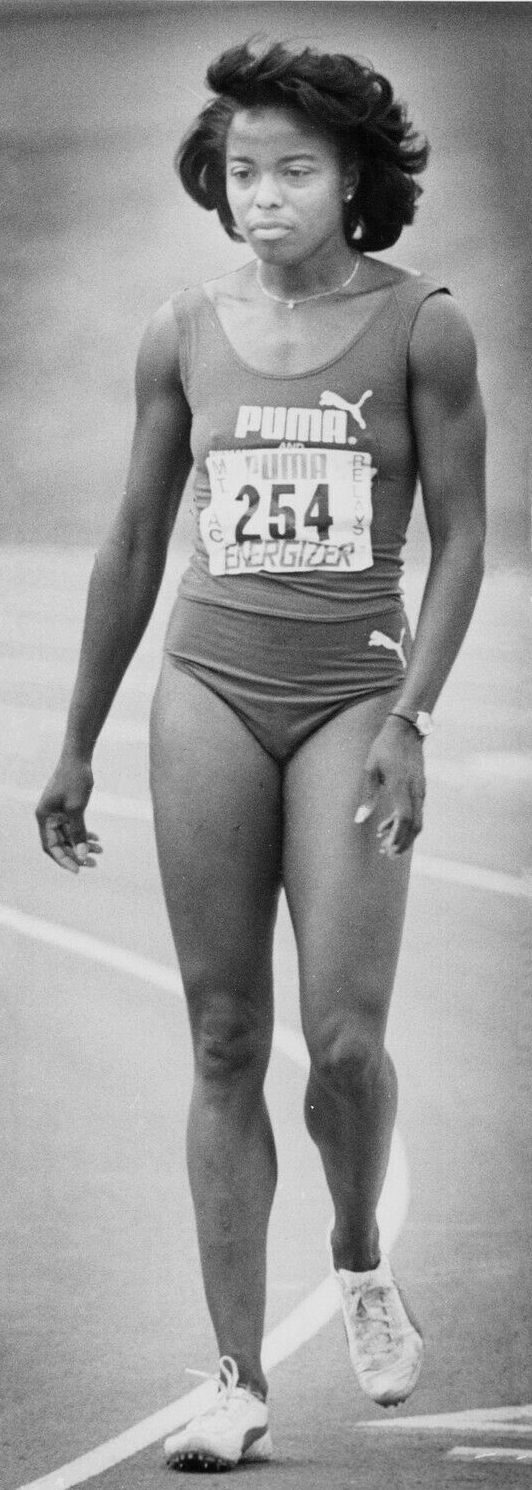
Evelyn Ashford

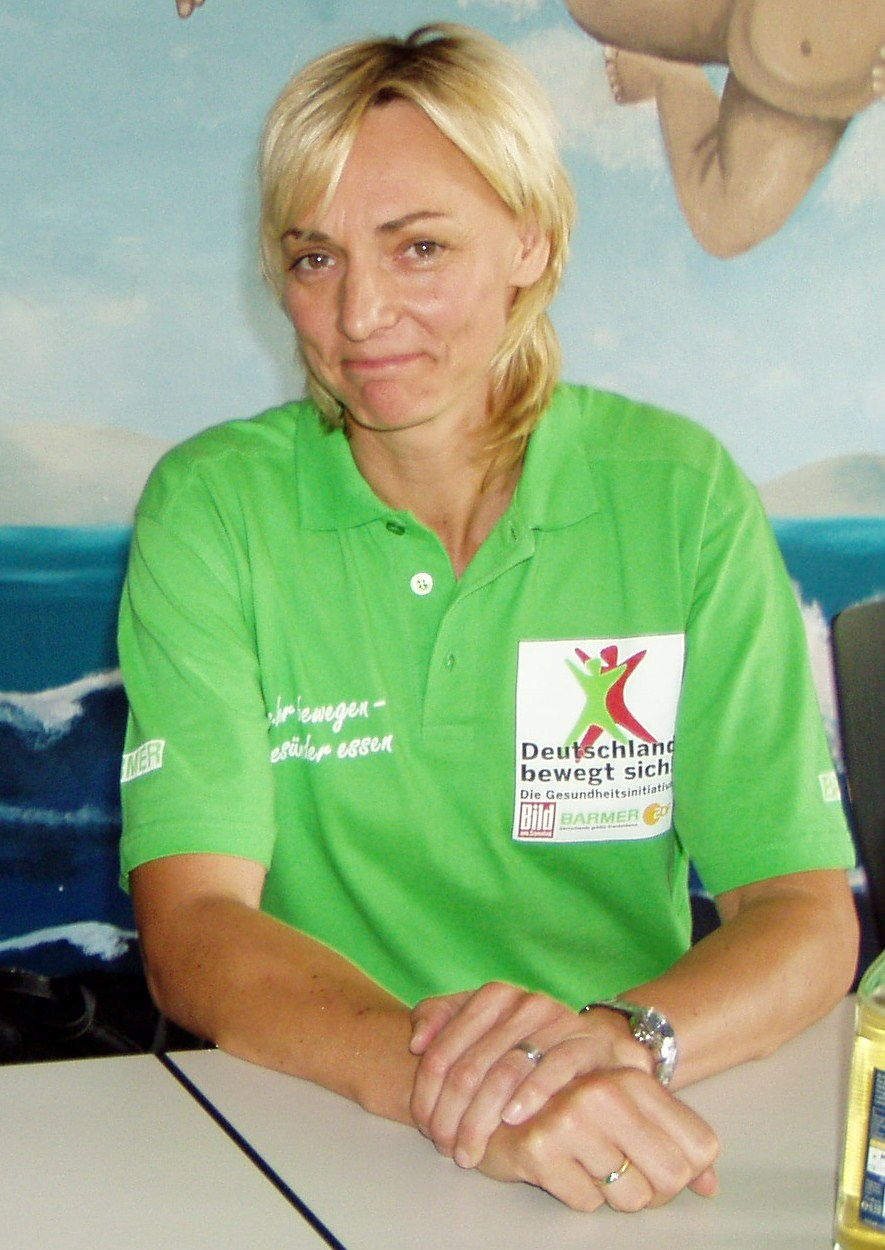
Heike-Drechsler

|                   | Zawodniczka              | Narodowość        | Czas  | Data                 | Miejsce      |
| ----------------- | ------------------------ | ----------------- | ----- | -------------------- | ------------ |
| Rekord świata     | Florence Griffith-Joyner | Stany Zjednoczone | 10,49 | 16 lipca 1988(dts)   | Indianapolis |
| Rekord olimpijski | Evelyn Ashford           | Stany Zjednoczone | 10,97 | 5 sierpnia 1984(dts) | Los Angeles  |

## Wyniki
| Poz. - pozycja |
| – rekord świata \| – rekord krajowy \| – rekord życiowy \| = – wyrównany rekord życiowy \| · – najlepszy wynik w sezonie \| = – wyrównany najlepszy wynik w sezonie \| – rekord olimpijski |
| Fn – falstart \| DNF – nie ukończyła \| DNS – nie wystartowała \| DSQ – zdyskwalifikowana                                                                                                  |

### Eliminacje
Rozegrano osiem biegów eliminacyjnych. Do ćwierćfinałów awansowały po trzy najlepsze zawodniczki z każdego biegu (Q) oraz osiem z najlepszymi czasami spośród pozostałych (q).

#### Bieg 1
Wiatr: +1,1 m/s
| Poz. | Zawodniczka          | Narodowość      | Rezultat | Uwagi |
| ---- | -------------------- | --------------- | -------- | ----- |
| 1    | Anelija Weczernikowa | Bułgaria        | 11,09    | Q     |
| 2    | Grace Jackson        | Jamajka         | 11,18    | Q     |
| 3    | Paula Dunn           | Wielka Brytania | 11,39    | Q     |
| 4    | Tian Yumei           | Chiny           | 11,56    | q     |
| 5    | Wula Patulidu        | Grecja          | 11,85    |       |
| 6    | Melvina Vulah        | Liberia         | 12,16    |       |
| 7    | Félicite Bada        | Benin           | 12,27    |       |
| 8    | Farida Kyakutema     | Uganda          | 12,32    |       |

#### Bieg 2
Wiatr: +0,4 m/s
| Poz. | Zawodniczka     | Narodowość | Rezultat | Uwagi |
| ---- | --------------- | ---------- | -------- | ----- |
| 1    | Pauline Davis   | Bahamy     | 11,20    | Q     |
| 2    | Nelli Cooman    | Holandia   | 11,22    | Q     |
| 3    | Marlies Göhr    | NRD        | 11,22    | Q     |
| 4    | Jolanta Janota  | Polska     | 11,71    |       |
| 5    | Sandra Myers    | Hiszpania  | 11,86    |       |
| 6    | Méryem Oumezdi  | Maroko     | 11,90    |       |
| 7    | Yvette Bonapart | Surinam    | 12,27    |       |
| 8    | Aminata Diarra  | Mali       | 12,27    |       |

#### Bieg 3
Wiatr: 0,0 m/s
| Poz. | Zawodniczka         | Narodowość        | Rezultat | Uwagi |
| ---- | ------------------- | ----------------- | -------- | ----- |
| 1    | Gwen Torrence       | Stany Zjednoczone | 11,12    | Q     |
| 2    | Ludmiła Kondratjewa | ZSRR              | 11,19    | Q     |
| 3    | Laurence Bily       | Francja           | 11,34    | Q     |
| 4    | Amparo Caicedo      | Kolumbia          | 11,59    | q     |
| 5    | Marisa Masullo      | Włochy            | 11,71    |       |
| 6    | Ewa Pisiewicz       | Polska            | 11,84    |       |
| 7    | Ng Ka Yee           | Hongkong          | 12,18    |       |
| 8    | Jabou Jawo          | Gambia            | 12,27    |       |

#### Bieg 4
Wiatr: +1,1 m/s
| Poz. | Zawodniczka         | Narodowość  | Rezultat | Uwagi |
| ---- | ------------------- | ----------- | -------- | ----- |
| 1    | Juliet Cuthbert     | Jamajka     | 11,14    | Q     |
| 2    | Silke Möller        | NRD         | 11,27    | Q     |
| 3    | Els Vader           | Holandia    | 11,38    | Q     |
| 4    | Sabine Richter      | RFN         | 11,49    | q     |
| 5    | Françoise Leroux    | Francja     | 11,58    | q     |
| 6    | Lydia de Vega       | Filipiny    | 11,67    |       |
| 7    | Guilhermina da Cruz | Angola      | 12,47    |       |
| 8    | Erin Tierney        | Wyspy Cooka | 12,52    |       |

#### Bieg 5
Wiatr: +0,1 m/s
| Poz. | Zawodniczka                 | Narodowość        | Rezultat | Uwagi |
| ---- | --------------------------- | ----------------- | -------- | ----- |
| 1    | Evelyn Ashford              | Stany Zjednoczone | 11,20    | Q     |
| 2    | Marina Żyrowa               | ZSRR              | 11,22    | Q     |
| 3    | Joanna Smolarek             | Polska            | 11,43    | Q     |
| 4    | Andrea Thomas               | RFN               | 11,46    | q     |
| 5    | Julie Rocheleau             | Kanada            | 11,60    | q     |
| 6    | Gaily Dube                  | Zimbabwe          | 12,07    |       |
| 7    | Claudia Acerenza            | Urugwaj           | 12,11    |       |
| 8    | Judith Diankoléla-Missengué | Kongo             | 12,14    |       |

#### Bieg 6
Wiatr: +0,2 m/s
| Poz. | Zawodniczka           | Narodowość        | Rezultat | Uwagi |
| ---- | --------------------- | ----------------- | -------- | ----- |
| 1    | Natalja Pomoszczikowa | ZSRR              | 11,11    | Q     |
| 2    | Heike Drechsler       | NRD               | 11,15    | Q     |
| 3    | Simmone Jacobs        | Wielka Brytania   | 11,56    | Q     |
| 4    | Angela Williams       | Trynidad i Tobago | 11,62    | q     |
| 5    | Liu Shaomei           | Chiny             | 11,66    |       |
| 6    | Lee Young-sook        | Korea Południowa  | 11,74    |       |
| 7    | Joyce Odhiambo        | Kenia             | 11,90    |       |
| 8    | Mariama Ouiminga      | Burkina Faso      | 12,62    |       |

#### Bieg 7
Wiatr: +1,0 m/s
| Poz. | Zawodniczka              | Narodowość        | Rezultat | Uwagi |
| ---- | ------------------------ | ----------------- | -------- | ----- |
| 1    | Florence Griffith-Joyner | Stany Zjednoczone | 10,88    | Q,    |
| 2    | Kerry Johnson            | Australia         | 11,44    | Q     |
| 3    | Angela Bailey            | Kanada            | 11,61    | Q     |
| 4    | Patricia Girard          | Francja           | 11,65    |       |
| 5    | Zhang Caihua             | Chiny             | 11,84    |       |
| 6    | Gisèle Ongollo           | Gabon             | 11,85    |       |
| 7    | Chen Ya-li               | Chińskie Tajpej   | 12,16    |       |
| 8    | Evelyn Farrell           | Aruba             | 12,48    |       |

#### Bieg 8
Wiatr: +0,1 m/s
| Poz. | Zawodniczka       | Narodowość      | Rezultat | Uwagi |
| ---- | ----------------- | --------------- | -------- | ----- |
| 1    | Merlene Ottey     | Jamajka         | 11,03    | Q     |
| 2    | Ulrike Sarvari    | RFN             | 11,26    | Q     |
| 3    | Angella Issajenko | Kanada          | 11,42    | Q     |
| 4    | Diana Yankey      | Ghana           | 11,64    | q     |
| 5    | Rossella Tarolo   | Włochy          | 11,86    |       |
| 6    | Helen Miles       | Wielka Brytania | 11,88    |       |
| 7    | Olivette Daruhi   | Vanuatu         | 13,00    |       |
| 8    | Mala Sakonhninhom | Laos            | 15,12    |       |

### Ćwierćfinały
Rozegrano cztery biegi ćwierćfinałowe. Do półfinałów awansowały po cztery najlepsze zawodniczki z każdego biegu.

#### Bieg 1
Wiatr: +0,5 m/s
| Poz. | Zawodniczka      | Narodowość | Rezultat | Uwagi |
| ---- | ---------------- | ---------- | -------- | ----- |
| 1    | Heike Drechsler  | NRD        | 10,96    | Q     |
| 2    | Merlene Ottey    | Jamajka    | 11,03    | Q     |
| 3    | Ulrike Sarvari   | RFN        | 11,16    | Q     |
| 4    | Pauline Davis    | Bahamy     | 11,21    | Q     |
| 5    | Angela Bailey    | Kanada     | 11,29    |       |
| 6    | Els Vader        | Holandia   | 11,51    |       |
| 7    | Tian Yumei       | Chiny      | 11,55    |       |
| 8    | Françoise Leroux | Francja    | 11,75    |       |

#### Bieg 2
Wiatr: +1,8 m/s
| Poz. | Zawodniczka           | Narodowość        | Rezultat | Uwagi |
| ---- | --------------------- | ----------------- | -------- | ----- |
| 1    | Evelyn Ashford        | Stany Zjednoczone | 10,88    | Q, =  |
| 2    | Natalja Pomoszczikowa | ZSRR              | 10,98    | Q,    |
| 3    | Marlies Göhr          | NRD               | 10,99    | Q     |
| 4    | Nelli Cooman          | Holandia          | 11,08    | Q,    |
| 5    | Angella Issajenko     | Kanada            | 11,27    |       |
| 6    | Joanna Smolarek       | Polska            | 11,35    |       |
| 7    | Angela Williams       | Trynidad i Tobago | 11,45    |       |
| 8    | Amparo Caicedo        | Kolumbia          | 11,65    |       |

#### Bieg 3
Wiatr: +1,0 m/s
| Poz. | Zawodniczka              | Narodowość        | Rezultat | Uwagi |
| ---- | ------------------------ | ----------------- | -------- | ----- |
| 1    | Florence Griffith-Joyner | Stany Zjednoczone | 10,62    | Q,    |
| 2    | Juliet Cuthbert          | Jamajka           | 11,03    | Q     |
| 3    | Ludmiła Kondratjewa      | ZSRR              | 11,05    | Q     |
| 4    | Silke Möller             | NRD               | 11,10    | Q     |
| 5    | Simmone Jacobs           | Wielka Brytania   | 11,31    |       |
| 6    | Laurence Bily            | Francja           | 11,35    |       |
| 7    | Andrea Thomas            | RFN               | 11,37    |       |
| 8    | Diana Yankey             | Ghana             | 11,63    |       |

#### Bieg 4
Wiatr: 0,0 m/s
| Poz. | Zawodniczka          | Narodowość        | Rezultat | Uwagi |
| ---- | -------------------- | ----------------- | -------- | ----- |
| 1    | Anelija Weczernikowa | Bułgaria          | 10,96    | Q     |
| 2    | Gwen Torrence        | Stany Zjednoczone | 10,99    | Q     |
| 3    | Grace Jackson        | Jamajka           | 11,13    | Q     |
| 4    | Marina Żyrowa        | ZSRR              | 11,14    | Q     |
| 5    | Paula Dunn           | Wielka Brytania   | 11,37    |       |
| 6    | Kerry Johnson        | Australia         | 11,42    |       |
| 7    | Sabine Richter       | RFN               | 11,59    |       |
| 8    | Julie Rocheleau      | Kanada            | 11,75    |       |

### Półfinały
Rozegrano dwa biegi półfinałowe. Do finału awansowały po cztery najlepsze zawodniczki z każdego biegu.

#### Bieg 1
Wiatr: +0,5 m/s
| Poz. | Zawodniczka          | Narodowość        | Rezultat | Uwagi |
| ---- | -------------------- | ----------------- | -------- | ----- |
| 1    | Evelyn Ashford       | Stany Zjednoczone | 10,99    | Q     |
| 2    | Anelija Weczernikowa | Bułgaria          | 11,00    | Q     |
| 3    | Gwen Torrence        | Stany Zjednoczone | 11,02    | Q     |
| 4    | Juliet Cuthbert      | Jamajka           | 11,10    | Q     |
| 5    | Silke Möller         | NRD               | 11,12    |       |
| 6    | Marlies Göhr         | NRD               | 11,13    |       |
| 7    | Ludmiła Kondratjewa  | ZSRR              | 11,21    |       |
| 8    | Marina Żyrowa        | ZSRR              | 11,24    |       |

#### Bieg 2
Wiatr: +2,6 m/s
| Poz. | Zawodniczka              | Narodowość        | Rezultat | Uwagi |
| ---- | ------------------------ | ----------------- | -------- | ----- |
| 1    | Florence Griffith-Joyner | Stany Zjednoczone | 10,70 w  | Q     |
| 2    | Heike Drechsler          | NRD               | 10,91 w  | Q     |
| 3    | Natalja Pomoszczikowa    | ZSRR              | 11,03 w  | Q     |
| 4    | Grace Jackson            | Jamajka           | 11,06 w  | Q     |
| 5    | Ulrike Sarvari           | RFN               | 11,12 w  |       |
| 6    | Pauline Davis            | Bahamy            | 11,12 w  |       |
| 7    | Nelli Cooman             | Holandia          | 11,13 w  |       |
| –    | Merlene Ottey            | Jamajka           | DNS      |       |

### Finał
Wiatr: +3,0 m/s
| Poz. | Zawodniczka              | Narodowość        | Rezultat |
| ---- | ------------------------ | ----------------- | -------- |
| 1    | Florence Griffith-Joyner | Stany Zjednoczone | 10,54 w  |
| 2    | Evelyn Ashford           | Stany Zjednoczone | 10,83 w  |
| 3    | Heike Drechsler          | NRD               | 10,85 w  |
| 4    | Grace Jackson            | Jamajka           | 10,97 w  |
| 5    | Gwen Torrence            | Stany Zjednoczone | 10,97 w  |
| 6    | Natalja Pomoszczikowa    | ZSRR              | 11,00 w  |
| 7    | Juliet Cuthbert          | Jamajka           | 11,26 w  |
| 8    | Anelija Weczernikowa     | Bułgaria          | 11,49 w  |